# Liste der denkmalgeschützten Objekte in Kout na Šumavě
Grundlage dieser Liste der denkmalgeschützten Objekte in Kout na Šumavě ist die ÚSKP-Liste (Ústřední seznam kulturních památek České republiky, deutsch Zentrale Liste der Kulturdenkmäler der Tschechischen Republik), die von der tschechischen Denkmalschutzbehörde NPÚ (Národní památkový ústav, deutsch Nationale Denkmalbehörde) seit 1987 geführt wird und an die seit dem Jahr 1850 geschaffenen Listen anschließt.

## Denkmalgeschützte Objekte nach Ortsteilen

### Kout na Šumavě
| Lage                                                         | Objekt                       | Beschreibung                                                                     | ÚSKP-Nr.                  | Bild           |
| ------------------------------------------------------------ | ---------------------------- | -------------------------------------------------------------------------------- | ------------------------- | -------------- |
| Kout na Šumavě, südlicher Ortsteil (Standort)                | Georgskirche                 |                                                                                  | 11063/4-5043 Info Katalog | weitere Bilder |
| Kout na Šumavě 3 (Standort)                                  | Bauernhof                    |                                                                                  | 11150/4-5055 Info Katalog | BW             |
| Kout na Šumavě 4 (Standort)                                  | Bauernhof                    |                                                                                  | 51961/4-5275 Info Katalog | weitere Bilder |
| Kout na Šumavě 20 (Standort)                                 | Bauernhof                    |                                                                                  | 11149/4-5054 Info Katalog | BW             |
| Kout na Šumavě 59 (Standort)                                 | Bauernhof                    |                                                                                  | 20206/4-5169 Info Katalog | weitere Bilder |
| Kout na Šumavě 74 (Standort)                                 | Bauernhof                    |                                                                                  | 11093/4-5046 Info Katalog | weitere Bilder |
| Kout na Šumavě 82 (Standort)                                 | Bauernhof                    |                                                                                  | 26595/4-2126 Info Katalog | BW             |
| Kout na Šumavě 83 (Standort)                                 | Bauernhof                    |                                                                                  | 103786 Info Katalog       | BW             |
| Kout na Šumavě 100 (Standort)                                | Bauernhof                    |                                                                                  | 11147/4-5053 Info Katalog | BW             |
| Kout na Šumavě 101 (Standort)                                | Bauernhof                    |                                                                                  | 10831/4-5025 Info Katalog | BW             |
| Kout na Šumavě 116 (Standort)                                | Bauernhof                    |                                                                                  | 51973/4-5281 Info Katalog | weitere Bilder |
| Kout na Šumavě 119 (Standort)                                | Pfarrhaus                    |                                                                                  | 11118/4-5050 Info Katalog | weitere Bilder |
| Kout na Šumavě 126 (Standort)                                | Bauernhof                    |                                                                                  | 11088/4-5047 Info Katalog | BW             |
| Kout na Šumavě neben Nr. 119, hinter Nr. 4 (Standort)        | Speicher                     |                                                                                  | 100015 Info Katalog       | weitere Bilder |
| Kout na Šumavě Friedhof (Standort)                           | Friedhofskapelle             | Urnenhalle                                                                       | 10433/4-4834 Info Katalog | BW             |
| Kout na Šumavě hinter Nr. 85 (Standort)                      | Kapelle                      |                                                                                  | 40987/4-2127 Info Katalog | weitere Bilder |
| Kout na Šumavě am Abhang südöstlich der Ortschaft (Standort) | Kapelle bei den drei Kreuzen |                                                                                  | 10409/4-4851 Info Katalog | BW             |
| Kout na Šumavě am Abhang südöstlich der Ortschaft (Standort) | Gloriette                    | Hut des Kardinals Cesarini zum Gedenken an die Schlacht bei Taus, errichtet 1824 | 51960/4-5276 Info Katalog | Gloriette      |

### Starý Dvůr (Kout na Šumavě)
| Lage          | Objekt  | Beschreibung | ÚSKP-Nr.                  | Bild |
| ------------- | ------- | ------------ | ------------------------- | ---- |
| Starý Dvůr () | Brunnen |              | 32181/4-2129 Info Katalog |      |